# Carlos Dorado
Carlos Dorado es un compositor y guitarrista argentino nacido en Buenos Aires el 4 de marzo de 1958. 

## Biografía
En 1959 su familia se traslada a Mar del Plata y allí comienza sus estudios de guitarra. En 1978 vuelve a Buenos Aires para ingresar en la Facultad de Composición. Desde 1989 vive en Pieterlen, Suiza. Ha actuado en diferentes festivales internacionales de Alemania, Argentina, Austria, España, Francia, Grecia, Hungría, Luxemburgo, México, Perú y Suecia.
Es fundador y director artístico del festival "Guitarras del Mundo - Switzerland"  que se desarrolla anualmente en varias ciudades suizas durante el mes de febrero.
La música de Carlos Dorado está inspirada fundamentalmente en el folclore argentino y en diversos ritmos sudamericanos fusionados con el jazz. Trabaja con alrededor de 30 afinaciones distintas, lo cual amplía el espectro de la guitarra tradicional en busca de nuevos colores y armonías. Su gran proyecto es integrar la guitarra en la música de cámara, escribiendo regularmente para una o más guitarras con diferentes ensambles de cuerdas.
Sus obras están editadas en Italia (Edizione Carrara) y Estados Unidos (Mel Bay Publications).

## Discografía

### Sólo
- 1994: Guitar Solo
- 1999: Luces de Marzo
- 2005: Mi padre-Evita-La guitarra
- 2009: Solos & Dúos con invitados: Quique Sinesi (Argentina, guitarra) y Víctor Villadangos (Argentina, guitarra)

### En colaboración
- 1988: Saxos con Pablo Ledesma (Argentina, saxo)
- 2007: Touma Wati con Mara Diabaté (Senegal, kora) y Ammar Toumi (Argelia, percusión)